# 默特罗
默特罗是印度尼西亞南部楠榜省下屬的一個城市，距離該省省會班達楠榜約52公里，東、南、北三面與東楠榜縣相鄰，西側與中楠榜縣毗鄰。默特罗成立於1937年6月9日，全市劃分為5個區，人口逾17萬人。

## 行政區劃
默特罗全市劃分為5個區。
- 西默特罗區
- 中默特罗區
- 南默特罗區
- 東默特罗區
- 北默特罗區